# Jacques François Bourgois
Jacques François Augustin Bourgois, né le 27 août 1741 à Lafresnoye (Somme) et mort le 16 juillet 1812 à Aumale (Seine-Maritime), est un homme politique français.

## Biographie
Avocat à Aumale en 1772, il est le beau-frère de Charles Lenglier, député aux états-généraux de 1789. Il est député de la Seine-Inférieure à la Convention, votant la détention de Louis XVI, siégeant avec les modérés. Il passe au Conseil des Anciens, puis au Corps législatif, jusqu'en 1805.

## Sources
- « Jacques François Bourgois », dans Adolphe Robert et Gaston Cougny, Dictionnaire des parlementaires français, Edgar Bourloton, 1889-1891 [détail de l’édition]